# Легата
Легата (араб. لقاطة‎, фр. Leghata) — коммуна на севере Алжира, на территории вилайета Бумердес, округа Бордж-Менайель.

## Географическое положение
Коммуна находится в северной части вилайета, на высоте 42 метра над уровнем моря на площади 49,7 км2.
Коммуна расположена на расстоянии приблизительно 69 километров к востоку от столицы страны Алжира и в 23 километрах к востоку от административного центра вилайета Бумердеса.

## Демография
По состоянию на 2008 год население составляло 13 692 человек.
Динамика численности населения коммуны по годам:
| 1977  | 1987  | 1998   | 2008   |
| ----- | ----- | ------ | ------ |
| 6 256 | 9 489 | 11 885 | 13 692 |